# Befehl Nr. 1 des Petrograder Sowjets

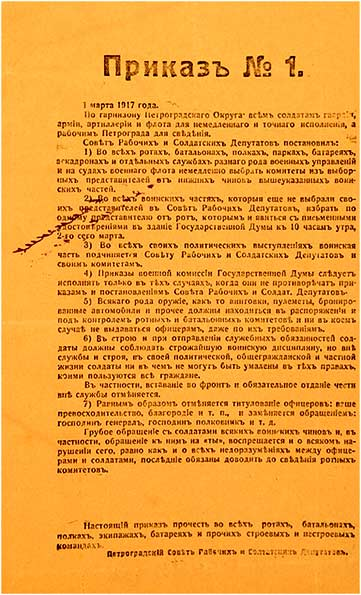
Befehl Nr. 1 des Petrograder Sowjets im russischen Original

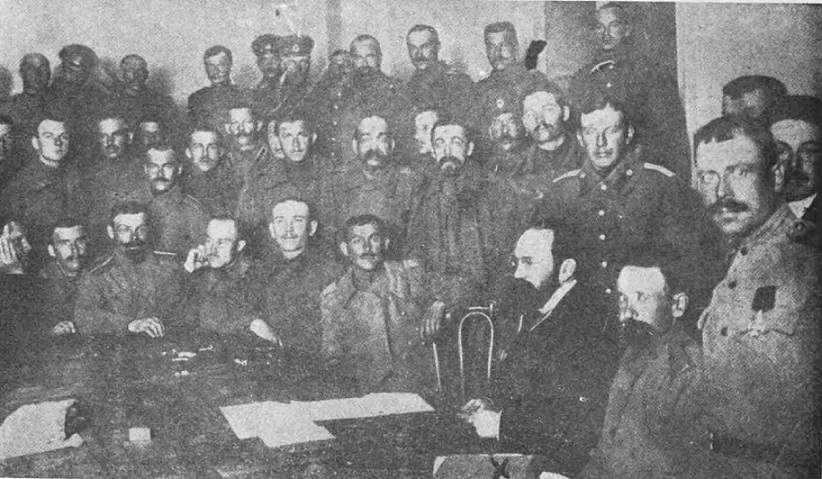
Nikolai Sokolow mit Mitgliedern der Soldatensektion des Sowjets bei der Abfassung des Befehls Nr. 1

Der Befehl Nr. 1 des Petrograder Sowjets bezeichnet den ersten Befehl nach der Februarrevolution 1917 an die Garnison des Petrograder Militärbezirks, ausgegeben am 1./14. März 1917 auf der vereinigten Sitzung der Arbeiter- und Soldatensektion des Petrograder Sowjets.
Die Ausarbeitung des Befehls Nr. 1 besorgte eine vom Sowjet gewählte Kommission unter dem Vorsitz von N.D. Sokolow. Der Befehl Nr. 1 verlieh den in der russischen Armee spontan entstandenen Soldatenkomitees Gesetzeskraft. Er beinhaltete, dass die Truppenteile in allen politischen Handlungen dem Sowjet der Arbeiter- und Soldatendeputierten und den gewählten Soldatenkomitees unterstellt sind.
Befehle, die die Kriegskommission der Staatsduma gegeben hatte, sollten nur dann ausgeführt werden, wenn sie nicht den Befehlen und Beschlüssen des Sowjets widersprachen. Entsprechend dem Befehl Nr. 1 sollten die Waffen zur Verfügung und unter Kontrolle der Kompanie- und Bataillonskomitees stehen und auf keinen Fall an die Offiziere ausgegeben werden.
Zugleich waren damit die Versuche des Provisorischen Komitees der Staatsduma vereitelt, in den Einheiten die unumschränkte Macht der Offiziere wiederherzustellen. Der Befehl Nr. 1 legalisierte die Soldatenkomitees, stattete die Soldaten mit den Bürgerrechten aus, stellte ihre Gleichberechtigung zu den Offizieren außerhalb des Dienstes und der Rangordnung her, verbot grobe Reden gegenüber den Soldaten und schaffte die Titulierung (z. B. die Anrede „Hochwohlgeboren“) ab.
Die Wirksamkeit des Befehls Nr. 1 ging weit über die Grenzen der hauptstädtischen Garnison hinaus. Er begünstigte die „Demokratisierung“ der Armee und die Organisation der Masse der Soldaten zu einer aktiven Kraft im Sinne des Sowjets. Jedoch spiegelte der Befehl Nr. 1 nicht die Hauptforderung der Soldaten, die Wählbarkeit des Kommandeurbestandes der Armee, wider.
Das war eine Auswirkung des Einflusses der Sozialrevolutionäre und der Menschewiki. Doch ungeachtet dieser nicht erfüllten Forderung der Wählbarkeit im Befehl Nr. 1 setzten die Soldaten vieler Truppenteile Offiziere ab und wählten ihre Anhänger in die Kommandostellen.